# Psycho (novela)
Psycho es una novela de suspenso de Robert Bloch publicada en 1959. La novela fue llevada al cine por el Alfred Hitchcock en 1960. Bloch escribió más tarde dos secuelas, que no están relacionados con ninguna de las secuelas de la película Psycho.

## Sinopsis
Era una noche oscura y tormentosa; Mary Craine estaba exhausta, perdida, y al límite de sus fuerzas, ansiosa por darse una ducha caliente y encontrar un lugar donde pasar la noche. Cuando el Motel Bates apareció de pronto entre la tormenta, Mary pensó que era su salvación. Las habitaciones eran viejas y húmedas, pero estaban limpias, y el encargado, Norman Bates, parecía un tipo bastante agradable, aunque un poco raro. Minutos más tarde, Mary conoció a la madre de Norman. Y el cuchillo de carnicero. La pesadilla acababa de empezar.

## Secuelas
Bloch escribió dos secuelas, Psycho II (1982) y Psycho House (1990); ninguna de las dos está relacionada con las secuelas de la película. En la novela Psycho II, Bates se escapa del asilo disfrazado de monja y se dirige a Hollywood. En la novela Psycho House, los asesinatos comienzan de nuevo cuando el motel Bates reabre como atracción turística.